# Rezerwat przyrody Doły Szczeckie
Rezerwat przyrody Doły Szczeckie – rezerwat częściowy, krajobrazowo-leśny, utworzony Zarządzeniem Ministra Ochrony Środowiska, Zasobów Naturalnych i Leśnictwa z dnia 25 lipca 1997 roku w sprawie uznania za rezerwat przyrody (M.P. z 1997 r. nr 56, poz. 532). Położony jest w gminie Gościeradów w powiecie kraśnickim w województwie lubelskim, na terenie o wysokości od 185 do 270 m n.p.m. Leży na gruntach będących w zarządzie Nadleśnictwa Gościeradów.
- Łączna powierzchnia rezerwatu (dane nadesłane z nadleśnictwa) wynosi 203,63 ha,
  - w tym powierzchnia leśna – 198,17 ha,
  - linie oddziałowe – 2,98 ha,
  - drogi – 1,47 ha.

Celem ochrony rezerwatu (według aktu powołującego) jest zachowanie ze względów naukowych i dydaktycznych form skalnych krasowo-morfologicznych porośniętych naturalnym lasem z dużym udziałem buka.
Przedmiotem ochrony są gromadne stanowiska buka na północno-wschodniej granicy naturalnego zasięgu oraz krajobraz malowniczo pocięty jarami, wąwozami i suchymi dolinami. Wśród lasów przeważają jednogatunkowe lub mieszane drzewostany, złożone przede wszystkim z buka i grabu. Na zboczach suchych dolin i wąwozów dominują lasy mieszane, zbudowane głównie z klonu, lipy drobnolistnej, jaworu, osiki, grabu.
Z gatunków roślin chronionych w warstwie krzewów i runie występują m.in.: łuskiewnik różowy, kalina koralowa, kopytnik pospolity, wroniec widlasty, żywiec gruczołowaty, parzydło leśne czy lilia złotogłów.  
Przez teren rezerwatu przebiega ścieżka przyrodniczo-leśna. Wzdłuż granicy rezerwatu, po utwardzonej drodze leśnej, przebiega fragment powiatowej ścieżki rowerowej „Rowerem do Europy”.